# 開放街圖基金會
開放街圖基金會（英語：OpenStreetMap Foundation，簡稱為OSMF）是一個於2006年8月22日在英格蘭與威爾斯註冊的有限責任公司。
這是一個基金会，其宗旨為支援並實現可自由重複使用的地理空間資料的開發。顧名思義，其與開放街圖專案密切相關，不過其章程並沒有阻止其支持其他組織。

## 架構
OSMF是一個會員制的組織，所有會員在基金會的活動中的一般會議上都有投票權。OSMF的成員無法決定開放街圖要如何運作，他們只能決定基金會本身如何運作。會員資格開放給所有每年可以捐款15歐元的人加入。截至2015年12月，全部有701個會員。
基金會是由會費與特定的大型捐款所資助。而MapQuest於2011年捐了五萬美元給基金會，美國環境系統研究所公司則於2012年捐款，但款項數額並未公佈。 
自2013年9月起，基金會以「合作會員」（無投票權）的形式接受企業會員。初始的企業會員包含了Geofabrik、Geotab、Naver、NextGIS與Mapbox。
基金會由七名成員組成的董事會維持運作，其中包含了基金會的職員：主席、秘書與會計。
2015年12月公佈了目前的董事會：
- Peter Barth
- Kate Chapman（主席）
- Martijn van Exel
- Mikel Maron
- Paul Norman（秘書）
- Frederik Ramm（會計）
- Ilya Zverev

## 外部連結
- 官方网站